# Großhennersdorf
Großhennersdorf este o comună din landul Saxonia, Germania.